# Lee Calhoun
Lee Quincy Calhoun (ur. 23 lutego 1933 w Laurel, w stanie Missisipi, zm. 21 czerwca 1989 w Erie, w Pensylwanii) – amerykański lekkoatleta płotkarz, dwukrotny mistrz olimpijski.
Jako student North Carolina Central University zdobył akademickie mistrzostwo Stanów Zjednoczonych (NCAA) w 1956 w biegu na 110 metrów przez płotki i w 1957 w biegu na 120 jardów przez płotki. Był również mistrzem USA (AAU) w biegu na 110 metrów przez płotki w 1956 i 1959 oraz w biegu na 120 jardów przez płotki w 1957, a także halowym mistrzem w biegu na 60 jardów przez płotki w 1956 i 1957.
Na igrzyskach olimpijskich w 1956 w Melbourne został niespodziewanym mistrzem w biegu na 110 metrów przez płotki, poprawiając swój rekord życiowy w finale o prawie sekundę. Na mecie minimalnie wyprzedził swego kolegę z reprezentacji Jacka Davisa dzięki wypadowi (techniki tej nauczył się właśnie od Davisa). Pobił w tym biegu rekord olimpijski wynikiem 13,5 s.
W 1958 Calhoun został pozbawiony praw amatorskich za przyjęcie podarunków w programie telewizyjnym „Bride and Groom”. Odzyskał je rok później. W 1959 był drugi w biegu na 110 metrów przez płotki na igrzyskach panamerykańskich w Chicago (wyprzedził go Hayes Jones). 21 sierpnia 1960 w Bernie wyrównał należący do Martina Lauera rekord świata w biegu na 110 metrów przez płotki wynikiem 13,2 s., a następnie jako pierwszy w historii obronił tytuł na tym dystansie na  igrzyskach olimpijskich w Rzymie (potem to osiągnięcie powtórzył tylko Roger Kingdom).
Po zakończeniu wyczynowego uprawiania sportu pracował jako trener.